# Wanajaya (Kasokandel)
Wanajaya is een bestuurslaag in het regentschap Majalengka van de provincie West-Java, Indonesië. Wanajaya telt 4435 inwoners (volkstelling 2010).